# Tliltocatl sabulosus
Tliltocatl sabulosus ist eine in Guatemala vorkommende Vogelspinnenart. Entdeckt wurde sie in der Gegend um die antike Stadt Tikal in der Nähe des Petén-Itzá-See im Departement Petén. Beschrieben worden ist sie als Eurypelma sabulosum von F. O. P.-Cambridge 1897. Seither sind nur weibliche Tiere dieser Art wissenschaftlich beschrieben worden. Sie hat eine schwarze Grundfärbung und längere rote Haare auf dem Hinterleib. Sie gleicht in der Färbung den Arten Tliltocatl vagans, Tliltocatl kahlenbergi, Tliltocatl epicureanum und kann mit diesen Arten verwechselt werden.

## Merkmale
Die Weibchen werden sieben Zentimeter lang und gehören damit zu den größeren Vertretern ihrer Gattung. Die Art ähnelt Tliltocatl vagans, und zwar vor allem in ihren Jugendstadien. Sie hat aber im Adultstadium weniger rote Haare auf dem Abdomen als Tliltocatl vagans.
Der Carapax bei den Weibchen von Tliltocatl sabulosum ist ein wenig länger als breit (26 mal 24 Millimeter) und hat eine schokoladenbraune Behaarung. Die Beine haben deutlich helle Streifen, ähnlich wie bei der Vogelspinnenart Aphonopelma seemanni. Diese befinden sich bei der Basis der Protarsen und über die gesamte Oberseite der Tibien und Patellae. Bei den Femora sind die Streifen unmerklich vorhanden. Die Spermathek ist bei B. sabulosum in der Mitte ein wenig eingebuchtet. Sie ist dadurch nicht so trapezförmig wie bei B. vagans, aber auch nicht so stark eingebuchtet wie bei B. kahlenbergi.